# Павленко, Виктор Фёдорович
Виктор Фёдорович Павленко (род. 28 января 1922 года) — советский и российский учёный, ветеран Советской Армии (1941—1990). Генерал-майор авиации в отставке. Участник Великой Отечественной войны. Доктор технических наук, профессор. Действительный член Академии наук (академик) авиации и воздухоплавания. Почётный профессор ВВИА им. Н. Е. Жуковского. Заслуженный деятель науки и техники РСФСР.

## Биография
Призван в действующую армию в декабре 1941 г. с четвёртого курса Харьковского авиационного института. Был направлен на обучение в ВВИА им. проф. Н. Е. Жуковского (окончил в 1945 г.). В 1944 году находился на стажировке в действующей армии (190-й штурмовой авиационный полк 225ой авиационной дивизии 2-го Прибалтийского фронта), принимал участие в наступательной операции «Багратион». Прошёл путь от техника самолёта до инженера полка по самолётам и двигателям.
После войны продолжил обучение в Академии, стал преподавателем, начальником факультета (1968—1990), подготовил 27 кандидатов наук, выступил научным консультантом 4 докторских диссертаций.
После увольнения из Вооруженных Сил В. Ф. Павленко работал профессором кафедры восстановления авиационной техники (и вооружения).
Автор новых схем летательных аппаратов и их силовых установок. В НТК ВВС организовал и лично участвовал в проведении первых в СССР исследований по силовым установкам самолётов вертикального взлета и посадки (СВВП), их схем, характеристик и особенностей работы.

## Награды
Орден Отечественной войны 1 степени, Трудового Красного Знамени, Красной Звезды, «За службу Родине в Вооруженных Силах СССР» III степени, 26 медалями, в том числе «За отвагу» и «За боевые заслуги».

## Научные труды
Автор более 280 научных трудов, 46 авторских свидетельств на изобретения.
- Павленко В. Ф. Корабельные самолёты / В. Ф. Павленко. — М. : Воениздат, 1990. — 318,[2] с. : ил.; 21 см; ISBN 5-203-00279-7 (В пер.) : 1 р. 30 к.
- Павленко В. Ф. Самолёты вертикального взлета и посадки [Текст]. — Москва : Воениздат, 1966. — 344 с. : ил.; 20 см.
- Павленко В. Ф. Силовые установки летательных аппаратов вертикального взлета и посадки [Текст]. — Москва : Машиностроение, 1972. — 283 с. : ил.; 22 см.
- Павленко В. Ф. Силовые установки самолётов вертикального взлета и посадки [Текст] / В. Ф. Павленко. — [Москва] : ВВИА им. проф. Н. Е. Жуковского, 1963. — 135 с., 1 л. ил. : ил.; 24 см. Павленко, Виктор Федорович. Силовые установки с поворотом вектора тяги в полете / В. Ф. Павленко. — М. : Машиностроение, 1987. — 196,[1] с. : ил.; 22 см
- И. Ф. Образцов, В. Ф. Павленко, А. И. Нелюбов. Механика маневрирования самолётов с поворотом вектора тяги силовой установки// Доклады АН СССР, 267:6 (1982), 1327—1330